# Сколотини

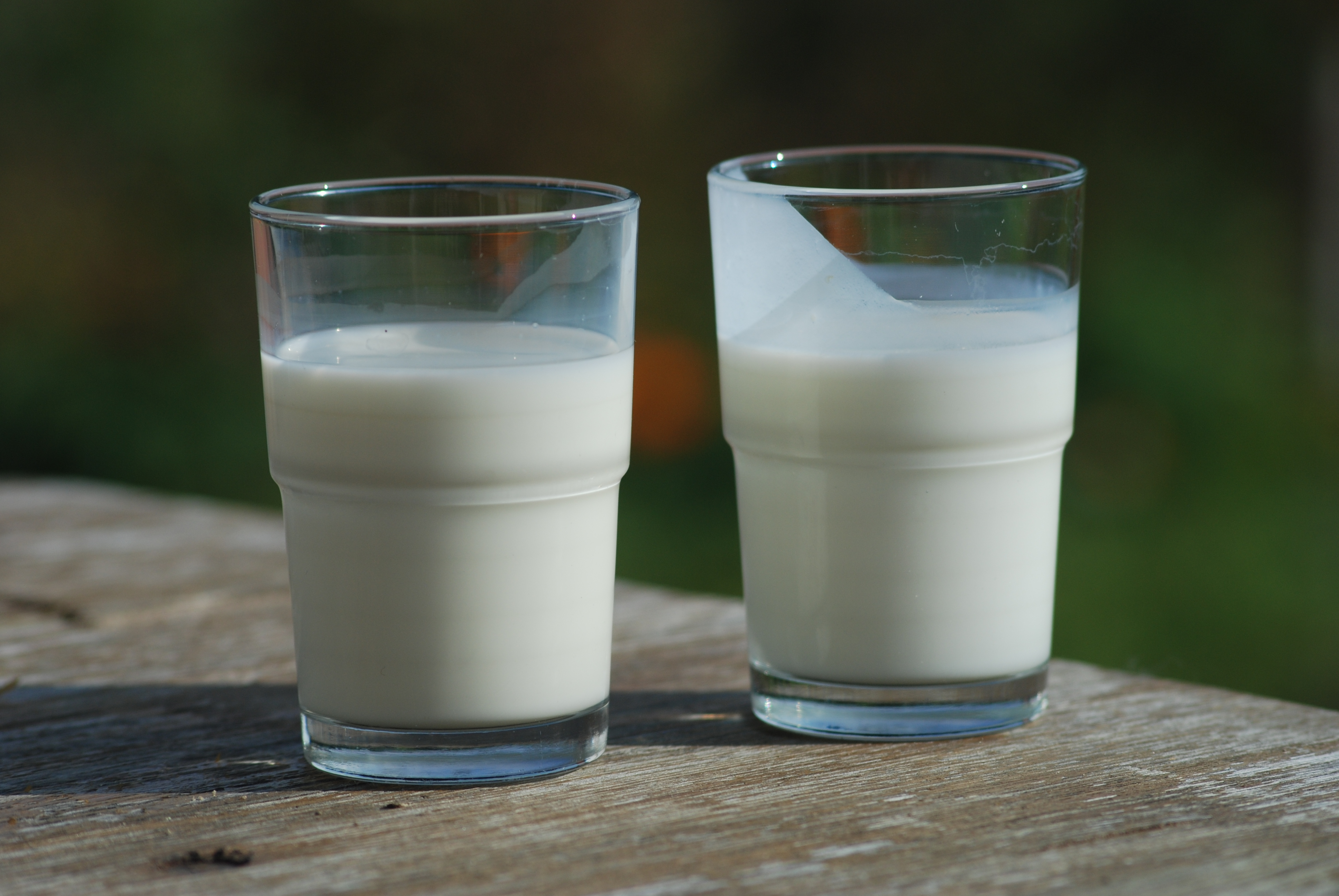
Склянка незбираного молока (ліворуч) і склянка сколотин (праворуч)

Сколо́тини, ма́слянка — побічний рідкий продукт, що одержують за збивання (сколочування) солодковершкового й вершкового масла; продукт перероблення молока, що являє собою плазму вершків, одержану під час перероблення вершків на масло.
Сколотини вживають в їжу в натуральному вигляді або переробляють у кисломолочні продукти, молочно-білковий концентрат (МБК), напої, вони входять до складу деяких видів дієтичних сирів.
Молочно-білковий концентрат зі сколотин має вищу харчову й біологічну цінність, перевершує напівжирний сир за вмістом сухих речовин на 2,6 %, за вмістом білка — на 1,4 %.
Сухі та згущені сколотини використовуються в кондитерській і хлібопекарській промисловості.
Сколотини та приготовлені з них ацидофілін та ацидофільне молоко використовують для годівлі молодняку сільськогосподарських тварин. Хоча традиційно рідину лише залишали на деякий час, а ферментація відбувалася спонтанно, тепер культуру кількох видів молочнокислих бактерій, наприклад Lactococcus lactis, додають штучно. Унаслідок виділення цими бактеріями молочної кислоти, кислотність молока збільшується, а казеїн, головний білок молока, випадає в осад, утворюючи напій, значно густіший, ніж молоко.